# Resultados do Carnaval de Pelotas em 2011
Resultados do Carnaval de Pelotas em 2011. A campeã do grupo especial foi a escola Estação Primeira do Areal com o enredo; Bahia de Todos os Santos, onde reflete o farol.

## Escolas de samba
| Grupo Especial | Grupo Especial            | Grupo Especial  | Grupo Especial |
| Colocação      | Escola                    | Pontos          | Ref.           |
| -------------- | ------------------------- | --------------- | -------------- |
| 1º             | Estação Primeira do Areal | 178,8           | [ 4 ]          |
| 2º             | Unidos do Fragata         | 178,3           | [ 4 ]          |
| 3º             | General Telles            | 175,6           | [ 4 ]          |
| 4º             | Academia do Samba         | 173,2           | [ 4 ]          |
| *              | Imperatriz da Zona Norte  | Desclassificada | [ 4 ]          |

## Escolas mirins
| Grupo especial  | Grupo especial          | Grupo especial | Grupo especial |
| Colocação       | Entidade                | Pontos         | Ref.           |
| --------------- | ----------------------- | -------------- | -------------- |
| 1º              | Explosão do Futuro      | 155,9          | [ 5 ] [ 6 ]    |
| 2º              | Acadêmicos da Lagoa     | 152,5          | [ 5 ] [ 6 ]    |
| 3º              | Mocidade do Simões      | 152,3          | [ 5 ] [ 6 ]    |
| 4º              | Princesa Isabel         | 150,6          | [ 6 ]          |
| 5º              | Águia de Ouro           | 147,8          | [ 6 ]          |
| 6º              | Brilho do Sol           | 145,1          | [ 6 ]          |
| 7º              | Ramirinho               | 130,8          | [ 6 ]          |
| Grupo de acesso |                         |                |                |
| Colocação       | Entidade                | Pontos         | Ref.           |
| 1º              | Alegria e Samba         | 158,3          | [ 7 ] [ 8 ]    |
| 2º              | Mickey                  | 150,7          | [ 7 ] [ 8 ]    |
| 3º              | Vale a Pena Ver de Novo | 145,8          | [ 7 ] [ 8 ]    |
| 4º              | Águia Branca            | 137,8          | [ 8 ]          |

## Blocos burlescos
| Colocação | Entidade               | Pontos | Ref          |
| --------- | ---------------------- | ------ | ------------ |
| 1º        | Bafo da Onça           | 98,1   | [ 9 ] [ 10 ] |
| 2º        | Bruxa da Várzea        | 92,6   | [ 9 ] [ 10 ] |
| 3º        | Tesoura da Tiradentes  | 91,8   | [ 9 ] [ 10 ] |
| 4º        | Mafa do Colono         | 91,3   | [ 10 ]       |
| 5º        | Gaviões do Pestano     | 89,7   | [ 10 ]       |
| 6º        | Candinhas da Cerquinha | 63     | [ 10 ]       |

## Bandas carnavalescas
| Colocação | Entidade                | Pontos | Ref           |
| --------- | ----------------------- | ------ | ------------- |
| 1º        | Ki-Bandaço              | 80     | [ 11 ] [ 12 ] |
| 2º        | Entre a Cruz e a Espada | 79,9   | [ 11 ] [ 12 ] |
| 3º        | Xavabanda               | 79,6   | [ 11 ] [ 12 ] |
| 4º        | Dona da Noite           | 79     | [ 12 ]        |
| 5º        | Leocádia                | 76,1   | [ 12 ]        |
| 6º        | Ki-Folia                | 76     | [ 12 ]        |
| 7º        | Meta                    | 74,8   | [ 12 ]        |
| 8º        | Família                 | 73     | [ 12 ]        |
| 9º        | Girafa da Cerquinha     | 65,2   | [ 12 ]        |